# Pitita (drag queen)
Pitita (também referida como Pitita Queen), nome artístico de Bernat Bordas Vendrell (Barcelona, 16 de fevereiro de 1995), é uma drag queen espanhola, reconhecida por ser a vencedora da terceira temporada do programa televisivo Drag Race España.

## Carreira

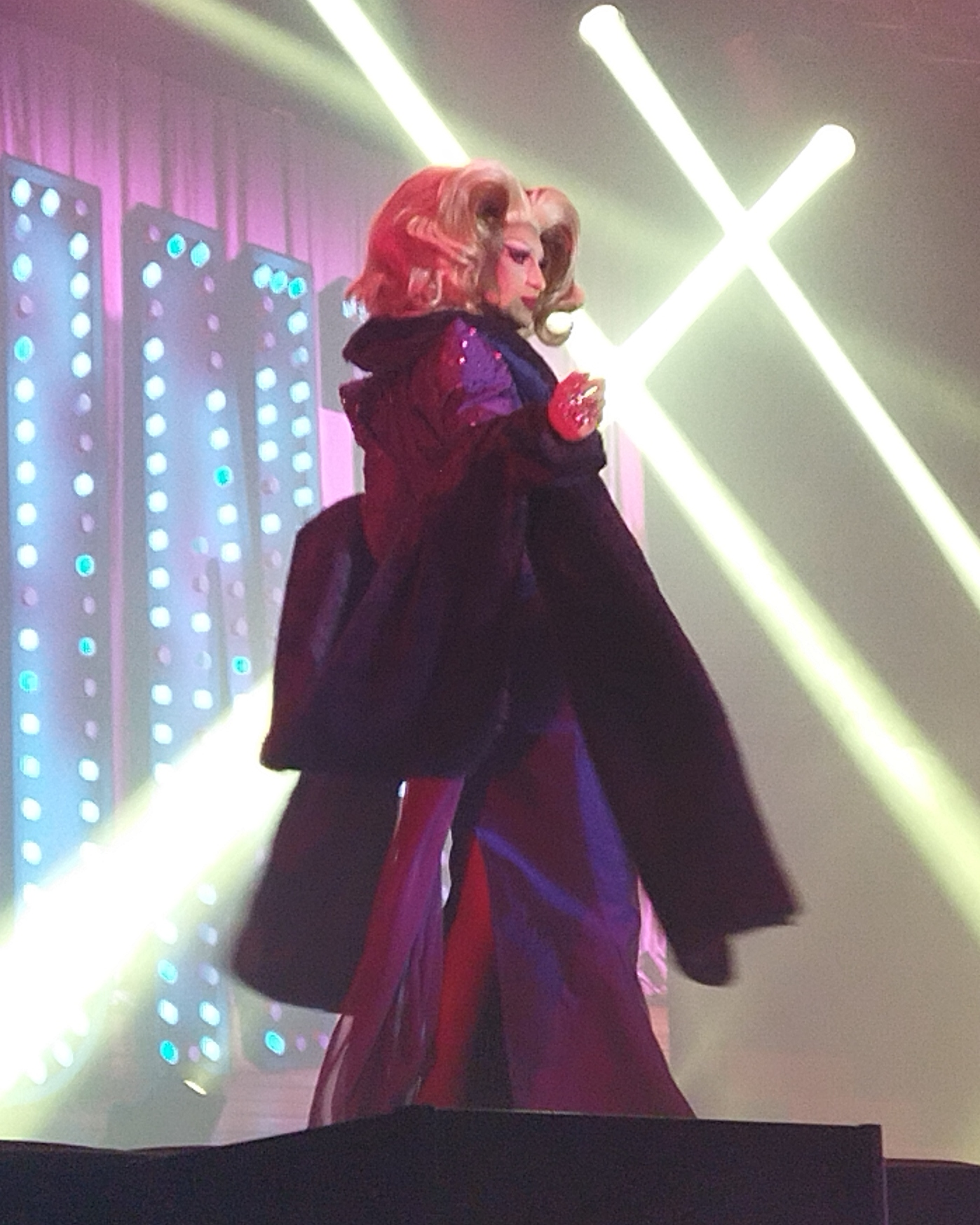
Pitita no espetáculo Gran Hotel de las Reinas, apresentado no Palácio Vistalegre de Madrid em 2023

O seu nome é inspirado por Pitita Ridruejo, uma das maiores socialites e figuras mediáticas da alta sociedade espanhola durante as décadas de 1980 e 1990.
Em 2023, Pitita participou na terceira temporada do concurso Drag Race España, versão espanhola da franquia de grande sucesso RuPaul's Drag Race. No quinto episódio, que contou com a prova Snatch Game, Pititia imitou e paradiou Sara Montiel, sem no entanto conseguir bons resultados, no que diz respeito às críticas do júri. No sétimo episódio, foi nomeada, juntamente com as concorrentes Pakita e Pink Chadora a uma dupla eliminação. As três artistas de drag competiram numa batalha de lip sync pela sua permanência no programa, ao atuarem ao som da canção «No controles» de Olé Olé, sendo Pitita declarada a vencedora da prova. No oitavo episódio, a artista de drag venceu a prova principal "Un, dos, drag", sendo essa a sua quarta vitória no programa, mas não sem polémica. Na prova final da temporada, Pitita competiu contra Vania Vainilla, tornando-se vencedora e titular do título de Superestrella de España.

## Polémicas
Durante a sua trajetória na terceira temporada de Drag Race España, Pitita recebeu opiniões divididas do público e fortes críticas através de redes sociais, sendo argumentado que era favorecida pelo júri do programa e ter assegurada desde o começo da competição a vitória devido à falta de imparcialidade do júri. Foi discutido também que, durante o oitavo episódio da temporada, após realizar uma prova de equipa com Clover Bish, só Pitita foi declarada vencedora, alegando o júri que o vestuário de Clover na passarela não se enquadrava na prova em questão, parecendo um disfarce.
Dovima Nurmi, ex-concorrente da primeira temporada de Drag Race España, fez também várias críticas sobre a prestação de Pitita na competição, apontando que a própria tinha lançado nas suas redes sociais e canal de YouTube críticas crúeis contra as participantes da primeira temporada com «ares de grandeza».

## Filmografia

### Televisão
| Ano  | Título           | Papel  | Notas        |
| ---- | ---------------- | ------ | ------------ |
| 2023 | Drag Race España | Pitita | 11 episódios |

## Discografia

### Singles
| Ano  | Título    |
| ---- | --------- |
| 2023 | «Pedigrí» |